# Basso continuo
Basso continuo, zkráceně continuo, také číslovaný bas, nebo generální bas (francouzsky: basse chiffrée, německy: Generalbass) je způsob vytváření (realizace) harmonické struktury skladby, při němž nástroj nebo skupina nástrojů hraje basovou linii a nad ní improvizuje harmonii podle číselných údajů skladatele.

## Continuo
Tento způsob notového zápisu byl používán zcela universálně po celé období hudebního baroka, tj. přibližně v letech 1600 až 1750. Nástroji či skupině nástrojů se říká continuo. Skladatelé nikdy nepředepisovali, které nástroje má skupina obsahovat, ani se nezabývali detaily skutečného provedení zápisu. To bylo zcela ponecháno na vůli interpretů, nicméně nejméně jeden z nástrojů continua musel být schopen akordické hry. Nejčastěji to bývalo cembalo nebo varhany, ale také loutna, theorba, kytara nebo harfa. Dále skupina zpravidla obsahovala nástroje znějící v basovém rejstříku jako violoncello, kontrabas, violone, violu da gamba nebo fagot. V současných realizacích barokních skladeb je nejčastěji v instrumentální hudbě používána kombinace cembalo a violoncello a v chrámové hudbě varhany.

## Základní princip notace
Základem je basová linie, tj. sled nejhlubších tónů, které mají být hrány. Pokud u noty nebyly uvedeny žádné číselné údaje, bylo na vůli interpreta hrát pouze tuto notu nebo celý kvintakord postavený na této notě. Např. byla-li v notovém zápise skladby komponované ve stupnici C-dur uvedena nota C, pak interpret doplnil noty E a G. Byla-li to nota E, pak doplnil G a H. Pokud byla nota doprovázena čísly, pak to znamenalo, že k základní notě je nutno hrát ještě další noty v pořadí daném číselným zápisem.
Např. zápis:
znamenal, že k základní notě C je nutno hrát kvartu a sextu k tónu C, tedy akord CFA, což je vlastně druhý obrat akordu F-dur.
Podrobnosti lze nalézt např. v práci Roberta Kelleyho
Dnešní čtení těchto zápisů je ovšem komplikováno dobovými zvyklostmi, které se v průběhu let měnily; navíc každý skladatel používal své vlastní zkratky, které bychom mohli přirovnat k samoznakům v těsnopise, proto realizace barokních skladeb není úplně jednoduchou záležitostí.

## Basso continuo dnes
Již v období klasicismu přestali skladatelé ponechávat na interpretovi vedení doprovodných hlasů a předepisovali konkrétní instrumentaci i přesný notový zápis. Nejdéle se udržel zápis pomocí číslovaného basu v chrámových skladbách, zejména v partech pro varhany. Nalezneme jej ještě i ve mších takových skladatelů jako byli Anton Bruckner, Ludwig van Beethoven nebo Franz Schubert.
Interpreti barokní doby byli natolik zkušení, že byli schopni prakticky z listu realizovat basso continuo. V dnešní době zpravidla umělecký vedoucí souboru předepíše konkrétní realizaci zápisu a realizace je považována za autorský podíl a autor je také zpravidla jmenovitě u provedení uveden. Mezi realizátory barokních skladeb v Česku patří např. Milan Munclinger nebo Miroslav Venhoda.
V jisté zjednodušené formě se s číslovaným basem setkáváme dodnes. Jsou to všem dobře známé akordové značky používané nejčastěji kytaristy při doprovodu populárních písní, ale stejně dobře je využívají klavíristé i harmonikáři a zejména hráči na elektronické klávesové nástroje.

## Někteří skladatelé a jejich díla
- Carl Philipp Emanuel Bach: Sonáty pro flétnu a basso continuo
- Johann Sebastian Bach: Sonáty pro flétnu a basso continuo
- Georg Friedrich Händel: Sonáty pro flétnu a b.c., pro hoboj a b.c.
- Benedetto Marcello: 6 sonát pro violoncello a basso continuo
- Wolfgang Amadeus Mozart: 3 chrámové sonáty pro 2 housle a b.c., Ofertorium „Internatos mulierum", „O Gottes Lamm“, „Als aus Ägypten“
- Georg Philipp Telemann: Sonáty pro flétnu a b.c., pro hoboj a b.c.
- Antonio Vivaldi: 9 sonát pro violoncello a b.c., koncerty pro fagot, smyčce a b.c.
- Jean-Baptiste Lully, malá moteta